# Marina Logvinenko
Marina Logvinenko, née le 1er septembre 1961 à Shakhty, est une tireuse sportive russe.

## Carrière
Marina Logvinenko participe aux Jeux olympiques d'été de 1988 pour l'URSS et remporte la médaille de bronze dans l'épreuve du pistolet 10 mètres. Lors des Jeux olympiques d'été de 1992 à Barcelone, elle concourt sous les couleurs de l'Équipe unifiée et remporte à cette occasion le titre olympique dans l'épreuve du pistolet à 10 mètres et du pistolet à 25 mètres. Aux Jeux olympiques d'été de 1996 à Atlanta, elle concourt pour la Russie et remporte la médaille d'argent au pistolet 10 mètres et la médaille de bronze au pistolet 25 mètres.